# Piet van Mensvoort
Petrus (Piet) Maria van Mensvoort (Tilburg, 14 maart 1934 – Tilburg, 28 oktober 2020) was een Nederlands geestelijke van de Rooms-Katholieke kerk, die 32 jaar werkzaam was als missionaris in Papoea, Westelijk Nieuw-Guinea. Daarna was hij pastoor te Esbeek.
Van Mensvoort werd geboren op De Heikant in Tilburg-Noord. De Van Mensvoorts waren vooraanstaande boeren. Zijn vijf broers gingen werken, maar Piet -op zoek naar avontuur- wilde missionaris worden. Hij ging in opleiding bij de Missionarissen van het Heilig Hart (MSC) in Tilburg; in het centrale missiehuis van de 'Rooi harten' aan de Bredaseweg. Hij werd vervolgens tot priester gewijd in Stein (L) op 7 september 1958. 
Na verdere studies aan de universiteiten van Leuven en Parijs vertrok Van Mensvoort in 1962 met het vliegtuig naar zijn missiegebied in Papoea (Irian Barat). Het gezag over westelijk Nieuw-Guinea was door Nederland dat jaar overgedragen aan de VN. Kort daarop werd het Indonesisch grondgebied.
Van Mensvoort werd aangesteld als pastoor van Mindiptana in het aartsbisdom Merauke. Snel voelde hij zich op Papoea thuis en werd er de lokale taal machtig. Hij verrichtte zijn parochiewerk op gebieden van onderwijs, gezondheidszorg en sociaal-economische projecten. Ten bedanke ontving hij van de mensen dan geschenken, zoals bananen, eieren of kippen. 
Vanwege gezondheidsproblemen keerde Van Mensvoort in 1994 terug naar Nederland, waar hij werd benoemd tot pastoor in Esbeek. Toen hij eind 2001 met emeritaat ging, bleef hij betrokken bij de Esbeekse geloofsgemeenschap. In 2009, bij de viering van zijn vijftigjarig priesterschap, bracht hij nog 8.000 euro bijeen voor Papoea. Een doorn in zijn oog was de sluiting door het Bisdom Den Bosch van zijn parochiekerk Heilige Adrianus, in 2013. Volgens Van Mensvoort overtrad bisschop Hurkmans hierbij het  kerkelijk wetboek. Hij vocht de sluiting dan ook aan bij het Vaticaan, zij het tevergeefs.
In 2014 stopte Van Mensvoort zowel zijn werkzaamheden in Esbeek als zijn werkzaamheden als missieprocurator voor de MSC. In 2017 verhuisde hij naar Notre Dame, het tweede Heilig Hartklooster aan de Bredaseweg in Tilburg. Van Mensvoort overleed op 28 oktober 2020, midden in de coronacrisis. De uitvaart vond daarom plaats in besloten kring.

Joop Nuy en Piet van Mensvoort voor het recreatie deel van het huis van de missie te Mindiptana, KITLV D538
Ben van Oers en Piet van Mensvoort voor de pastorie te Mindiptana in het aartsbisdom Merauke, KITLV D539
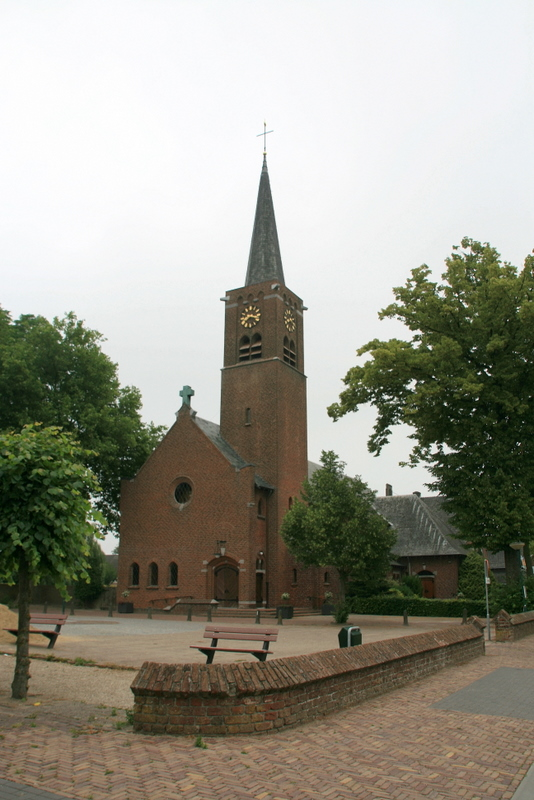
De voormalige H. Adrianuskerk te Esbeek is sinds 2019 een multifunctionele accommodatie